# Шеффілд (Вермонт)
Шеффілд (англ. Sheffield) — місто (англ. town) в США, в окрузі Каледонія штату Вермонт. Населення — 682 особи (2020).

## Демографія
Згідно з переписом 2010 року, у місті мешкали 703 особи в 283 домогосподарствах у складі 199 родин. Було 422 помешкання
Расовий склад населення:
| - 98,4 % — білих - 0,3 % — корінних американців - 0,1 % — чорних або афроамериканців |

До двох чи більше рас належало 1,1 %. Частка іспаномовних становила 0,1 % від усіх жителів.
За віковим діапазоном населення розподілялося таким чином: 21,1 % — особи молодші 18 років, 66,1 % — особи у віці 18—64 років, 12,8 % — особи у віці 65 років та старші. Медіана віку мешканця становила 43,0 року. На 100 осіб жіночої статі у місті припадало 107,4 чоловіків;  на 100 жінок у віці від 18 років та старших — 110,2 чоловіків також старших 18 років.
Середній дохід на одне домашнє господарство  становив 59 395 доларів США (медіана — 51 750), а середній дохід на одну сім'ю — 60 271 долар (медіана — 52 000). Медіана доходів становила 45 625 доларів для чоловіків та 30 568 доларів для жінок. За межею бідності перебувало 12,2 % осіб, у тому числі 11,3 % дітей у віці до 18 років та 17,2 % осіб у віці 65 років та старших.
Цивільне працевлаштоване населення становило 335 осіб. Основні галузі зайнятості: освіта, охорона здоров'я та соціальна допомога — 24,5 %, виробництво — 22,4 %, роздрібна торгівля — 11,9 %, будівництво — 11,6 %.